# 付旭明
付旭明（1969年12月—），湖南省华容县人，岳阳师范学校、湖南师范大学毕业，1996年1月加入中国共产党，中华人民共和国政治人物。

## 生平
1969年12月，付旭明出生在湖南省华容县的一个农村家庭。1985年9月，付旭明考入岳阳师范学校（中专），1988年7月毕业。两个月后，付旭明进入湖南师范大学中文专业学习，获文学学士学位。
1992年7月毕业后，付旭明被分配至湖南省政法管理干部学院，成为一名教师，1994年4月升任教务科副科长，1998年9月升任党委秘书兼宣传科副科长。1996年10月，付旭明因参加扶贫支教任湘西保靖县五中副校长直至1998年7月。2000年11月，付旭明调任长沙市教委党工委委员、副主任。2001年9月，付旭明调任长沙市教育局党委委员、副局长。
2006年6月，付旭明被派往长沙市的下辖市浏阳市，出任中共浏阳市委常委、纪委书记，2011年6月升任浏阳市委副书记、政法委书记。
2015年8月，付旭明调回湖南省省会长沙市，出任长沙市环境保护局局长。2017年1月出任长沙市发展和改革委员会党委书记、主任。
2017年12月，付旭明被派往长沙市的下辖市宁乡市，出任中共宁乡市委副书记、宁乡市人民政府代市长（市长）。
2021年4月出任中共湖南省长沙市望城区委书记、湖南湘江新区管委会副主任（兼） ，同年7月改任中共长沙县委书记。同年8月4日，当选为中国共产党长沙县第十四届县委常委、书记。